# Хербольцхайм
Хербольцхайм (нем. Herbolzheim) — город в Германии, в земле Баден-Вюртемберг. 
Подчинён административному округу Фрайбург. Входит в состав района Эммендинген.  Население составляет 9947 человек (на 31 декабря 2010 года). Занимает площадь 35,48 км². Официальный код  —  08 3 16 017.
Город подразделяется на 5 городских районов.

## Города-побратимы
- Олива (Испания)
- Моравица (Польша)
- Кремница (Словакия)
- Систерон (Франция)